# Coming Back (How I Met Your Mother)
Coming Back (o traducido como "El regreso") es el segundo episodio de la novena temporada de la serie de televisión de CBS How I Met Your Mother y el episodio número 186 en total.

## Reparto
| - Josh Radnor como Ted Mosby - Jason Segel como Marshall Eriksen - Cobie Smulders como Robin Scherbatsky - Neil Patrick Harris como Barney Stinson - Alyson Hannigan como Lily Aldrin - Cristin Milioti como La Madre - Bob Saget como Futuro Ted Mosby (voz, no acreditado) | - Wayne Brady - James Stinson - Sherri Shepherd - Daphne - Roger Bart - Curtis |

## Trama
El viernes al mediodía, 54 horas antes de la boda, Ted y Lily empiezan a registrarse en el Farhampton Inn. El hombre de la recepción (Roger Bart) condescendientemente siente simpatía hacia Ted cuando él revela que está en la boda solo. Lily descubre que Marshall perdió su vuelo anterior y se dirige al bar con la intención de ahogar sus penas, incluso pagando al camarero, llamado Linus, para constantemente colocarle otra copa en la mano una vez que esté vacía.
Descubriendo que sus habitaciones no están listas todavía, Ted y Lily se unen a Barney, Robin y al hermano de Barney James para beber mientras Barney revela una maldición que cayó en los Stinson de principios del siglo XIX en Rusia cuando dos hermanos atropellaron a una anciana gitana que haría que todos los hombres de la familia Stinson constantemente estén desesperados por sexo, pero cree que la maldición ha sido levantada por el matrimonio exitoso de James con Tom. Sin embargo, cuando Barney los deja un momento para hablar por teléfono con Marshall, James revela que él y Tom se van a divorciar debido a James le engaña. Horrorizada, Robin le pide a James no dejar caer la bomba en Barney ese fin de semana, ya que siente que las sensaciones positivas de Barney sobre el matrimonio provienen de la relación de James. James acepta a regañadientes solo para una tanto ebria Lily lo dijera accidentalmente de todos modos (incitando a Ted a prohibirle más bebidas, lo que falla debido a Linus, el camarero). Barney se dirige inmediatamente a la recepción y Robin, preocupada de que está asustado y pensando en irse, lo sigue y le pide no se vaya a un club de estriptis. Barney le promete que no lo hará, ya que en realidad él había ido a buscar las llaves de la habitación de James, que él mismo había preparado especialmente para él y Tom (incluyendo una pancarta que decía 'El amor es asombroso' y un pastel erótico tamaño natural de dos hombres desnudos). Barney le asegura a Robin que aun cuando James se va a divorciar él aún cree en el amor verdadero gracias a ella y no planea ir a ninguna parte.
En Minnesota, Marshall habla con Barney en el teléfono, quien le anima a dejar de actuar tan agradable y en cambio haga más maquinaciones, ya que es la única manera que él pueda llegar a tiempo. Marshall se niega, sin embargo él y Daphne descubren que todos los vuelos a Nueva York se cancelaron debido a una tormenta, así que la única manera en la que él podrá llegar a tiempo es alquilar un coche. Daphne lanza una de las bolsas de Marshall hacia un área restringida (algo que Barney le dijo Marshall que hiciera) y para cuando la recupera y llega al lugar de alquiler de autos se encuentra en la parte trasera de una larga cola con Daphne cerca del frente de una cola adyacente. Marshall reza por un milagro y está consternado cuando un anciano termina estando a cargo de su fila. El hombre, sorprendentemente, es en realidad muy eficiente y Marshall se pone por delante de Daphne y consigue el último auto (incluso si es una «monstruosidad» hostil para el medio ambiente). Sin embargo, el lugar de alquiler de coches no tiene ningún asiento de niños para Marvin. Daphne le dice a Marshall que si le da las llaves a ella, puede ir en el coche y comprar un asiento infantil. A pesar del hecho de que casi con certeza ella está mintiendo, Marshall no solo le da las llaves, sino también dinero para comprar el asiento. Marshall está confiado en que ser amable ha rendido frutos. Sin embargo, después de estar esperando un tiempo se da cuenta de que Daphne probablemente no va a volver. Cuando Marshall está a punto de renunciar, Daphne regresa con el asiento infantil y los dos finalmente parten a Nueva York.
En el bar, Ted le pregunta a James cómo lo está llevando. James admite que mientras él está intentando ser feliz por Barney, no puede evitar tener una perspectiva diferente sobre las bodas ahora que sabe que lo que viene después no siempre es bueno. El recepcionista llega a decir a James su habitación está lista, y Ted le dice que no renuncie y le promete que él no lo hará tampoco. La audiencia es mostrada entonces un flashforward a exactamente un año después, cuando Ted visita el bar de nuevo pero esta vez con la Madre (la primera vez que los dos son vistos juntos en la pantalla). Los dos están claramente muy enamorados, y Ted le dice a su compañera que él mismo prometió que volvería con ella mientras estaba sentado en el bar. La Madre le dice que él ni siquiera la conocía en ese momento hace un año. Ted lo confirma, pero asegura que él sabía que ella estaba a la vuelta de la esquina.
En la escena final, Ted es dicho que su habitación está finalmente lista, solo para encontrarse con la habitación llena de las decoraciones de la habitación de James, muy a su pesar.

## Música
«Souvenir» de Billy Joel, cuando Ted le dice a la Madre, en el flashforward, acerca de la promesa que hizo un año antes en el bar.

## Blog de Barney
Barney habla sobre su ascendencia rusa a través de la historia de los «hermanos Stinsonov».